# Markus Lackner
Markus Lackner (Baden, 5 aprile 1991) è un calciatore austriaco, difensore o centrocampista dell'Hertha Wels.

## Caratteristiche tecniche
Mediano, può giocare anche come difensore centrale.